# Пылаева, Елизавета Николаевна
Елизавета Николаевна Пылаева (Лиза Пылаева; 1898—1926) — российская революционерка, организатор и первый председатель Петроградского социалистического союза молодёжи.

## Биография
В июне 1917 года Лиза Пылаева становится организатором революционной молодёжи в Петрограде. Вышла на контакт с большевиками через своего брата.
Участвует в борьбе с юнкерами и штурме Зимнего дворца.
Принята в РКП(б) по рекомендации М. И. Ульяновой.
Работает с Н. К. Крупской, принимает участие в создании Социалистического союза молодежи — предшественника Российского коммунистического союза молодёжи.
В 1918 году добровольно находится на Восточном фронте гражданской войны, будучи разведчицей в Особой бригаде.
Во время боя за станцию Кын, внезапно занятую белыми, находясь на пятом месяце беременности, выносит секретные документы из штабного вагона красных, оказавшегося на территории, захваченной белыми.
После войны работала в Донбассе.
Умерла в 1926 году. Похоронена на Ваганьковском кладбище (участок № 20).

## Память
- 1967 — Татьянин день; роль Лизы Пылаевой исполняет Людмила Васильевна Максакова.